# Lienardia fuscolineolata
Lienardia fuscolineolata é uma espécie de gastrópode do gênero Lienardia, pertencente a família Clathurellidae.